# Catalan (seigneur de Monaco)
Pour les articles homonymes, voir Catalan (homonymie).
Catalan de Monaco (italien : Catalano Grimaldi), né en 1415 et mort en 1457, est le souverain de Monaco du 8 mai 1454 à juillet 1457.

## Biographie
Il est le fils du précédent souverain de Monaco, Jean Ier de Monaco.

## Armoiries
| Blason | Blasonnement : Fuselé d'argent et de gueules. |